# 艾維華·羅森·德·德萊琵安
艾維華·羅森·德·德萊琵安博士（Elvira Rawson de Dellepiane）（婚前姓：Elvira Rawson）（1867年4月19日 – 1954年6月4日），阿根廷激进的婦女參政運動者，以及第二位於阿根廷获得医学学位的女性。她是爭取妇女和儿童权利的活躍人士，被称为“阿根廷女权之母”。 